# Ami Kondo
Ami Kondo (japanska:近藤亜美), född 9 maj 1995 i Nagoya, är en japansk judoutövare. Hon tog en bronsmedalj i extra lättvikt vid de olympiska judotävlingarna 2016 i Rio de Janeiro.
Hon har även tagit en guldmedalj vid världsmästerskapen 2014 och två bronsmedaljer 2015 och 2017.